# جامايكيون
الجامايكيون هم مواطني جامايكا وذريّتهم في الشتات الجامايكي. معظم الجامايكيين من أصل أفريقي، مع الأقليات من الأوروبيين والهنود الشرقيين والصينية والشرق الأوسط وغيرها أو من أصول مختلطة. يعيش معظم الشتات الجامايكي في بلدان ناطقة باللغة الإنجليزية، وهي أستراليا وكندا والولايات المتحدة والمملكة المتحدة، وبدرجة أقل، بلدان الكاريبي الأخرى و‌نطاقات الكومنولث. خارج البلدان الناطقة بالإنجليزية، يعيش أكبر جالية جامايكية في الشتات في كوستاريكا، حيث يشكل الجامايكيون نسبة كبيرة من السكان.
وفقًا لتعداد جامايكا الرسمي للسكان لعام 1970، تشمل فئات الأصول العرقية في جامايكا ما يلي: السود؛ الصينية مختلط؛ هندي شرقي أبيض و «الآخر» (مثل: سوري أو لبناني).
يشكل الجامايكيون المنحدرين من أصل أفريقي أو من أصل أفريقي 89.4% من السكان العاملين. وكان هؤلاء من العرق المختلط غير الأفريقية ثاني أكبر مجموعة عمالية، التي تشكل 6% من السكان.

## أصل عرقي محدد
استجابات تعداد عام 2011.
| الأصل العرقي               | الأصل العرقي | تعداد السكان | الذكور  | الإناث  | النسبة المئوية |
| -------------------------- | ------------ | ------------ | ------- | ------- | -------------- |
| أسود                       | أسود         | 2471946      | 1226026 | 1245920 | 92.1%          |
| صيني                       | صيني         | 5228         | 2880    | 2348    |                |
| مختلط                      | مختلط        | 162718       | 73293   | 89425   |                |
| الشرق الهندي               | الشرق الهندي | 20066        | 10491   | 9575    |                |
| أبيض                       | أبيض         | 4365         | 2192    | 2173    | 0.16%          |
| آخر                        | آخر          | 1898         | 970     | 928     |                |
| لم يبلغ عنها               | لم يبلغ عنها | 17486        | 8638    | 8848    |                |
| مجموع                      | مجموع        | 2683707      | 1324490 | 1359217 | 100.0%         |
| المصدر: تعداد جامايكا 2011 |              |              |         |         |                |

## شتات
يعيش العديد من الجامايكيين الآن في الخارج وخارج جامايكا، بينما هاجر العديد منهم إلى البلدان الناطقة بالإنجليزية، بما في ذلك أكثر من 400000 من الجامايكيين في المملكة المتحدة، وأكثر من 300000 في كندا، و 800000 في الولايات المتحدة.
هناك حوالي 30000 جامايكي يقيمون في دولة أخرى في الدول الكاريبية بما في ذلك باهاماس (5600)، كوبا (5000)، أنتيغوا وباربودا، باربادوس و‌ترينيداد وتوباغو. هناك أيضاً مجتمعات من أحفاد الجامايكيين في أمريكا الوسطى، وخاصة كوستاريكا و‌نيكاراغوا و‌بنما. معظم سكان كوستاريكا الأفرو كوستاريكا ومولاتو، الذين يمثلون مجتمعة حوالي 7% من إجمالي السكان، هم من أصل جامايكي.